# Ярослав Дробни
Ярослав Дробни (на чешки: Jaroslav Drobný) е чешки футболист, роден на 18 октомври 1979 г. в Початки. Играе на поста вратар в Хамбургер ШФ.

## Клубна кариера
Дробни подписва първия си професионален договор с Ческе Будейовице през 1991 г., където играе като титуляр в продължение на две години. След това отива в Паниониос от гръцката Алфа Етники. Там прекарва четири години като титуляр и бива забелязан от скаути на Фулъм, които търсят заместник на напускащия Едвин ван дер Сар. По време на предсезонната подготовка Дробни е контузен, но му се налага в един приятелски мач да замени контузилия се вратар на отбора и нараняването му се усложнява и трябва да бъде опериран. Впоследствие са привлечени други двама вратари и Дробни не успява да се наложи в отбора, заради което бива изпратен под наем в АДО Ден Хааг. Когато се връща във Фулъм двете страни прекратяват договора по взаимно съгласие. Следва кратък престой в Ипсуич Таун, отново без изигран мач, и нов период под наем, този път в Бохум. След поредица силни мачове Дробни преминава в Херта, където е титулярен вратар до 2010 г., когато бива закупен от Хамбургер. Там първоначално е резерва на Франк Рост, но след напускането на Рост през лятото на 2011 г., Дробни става титулярен вратар за един сезон. След това отново е резерва, този път на Рене Адлер. През сезон 2013/2014 обаче Адлер прави изключително слабо представяне, допускайки 63 гола и от третия кръг на следващия сезон Дробни отново застава на вратата на Хамбургер.

## Национален отбор
За А отбора на Чехия Дробни дебютира на 11 февруари 2009 г. срещу Мароко. Той е част от състава на Чехия на Евро 2012, но остава без изигран мач.

## Успехи
След като на 4 октомври 2014 г. не допуска гол срещу Борусия Дортмунд, Дробни става деветнадесетият член в Клуб лигових бранкару - клуб, основан от чешкото списание Гол, в който членуват чешките вратари с поне 100 мача без допуснат гол. По време на престоя си в гръцкото първенство попада тре пъти в идеалния отбор на сезона.